# Schugurocaris
Schugurocaris is een geslacht van uitgestorven kreeftachtigen uit de klasse van de Malacostraca (hogere kreeftachtigen).

## Soort
- Schugurocaris wami Briggs, Rolfe, Butler, Liston & Ingham, 2011 †